# Адріан Далмау
Адріан Далмау (ісп. Adrián Dalmau, нар. 23 березня 1994, Пальма) — іспанський футболіст, нападник клубу «Гераклес» (Алмело).
Виступав, зокрема, за клуб «Мальорка».

## Ігрова кар'єра
Народився 23 березня 1994 року в місті Пальма. Вихованець юнацьких команд футбольних клубів «Реал Мадрид» та «Райо Вальєкано».
У дорослому футболі дебютував 2012 року виступами за команду клубу «Райо Вальєкано Б», в якій провів один сезон, взявши участь у 10 матчах чемпіонату. 
Згодом з 2013 по 2016 рік грав у складі команд клубів «Самора», «Расінг», «Еспаньйол Б» та «Нумансія».
Своєю грою за останню команду привернув увагу представників тренерського штабу клубу «Мальорка», до складу якого приєднався 2016 року. Відіграв за клуб з Балеарських островів наступний сезон своєї ігрової кар'єри.
Протягом 2017—2018 років захищав кольори команди клубу «Вільярреал Б».
До складу клубу «Гераклес» (Алмело) приєднався 2018 року. Станом на 23 травня 2019 року відіграв за команду з Алмело 33 матчі в національному чемпіонаті.

## Статистика виступів

### Статистика клубних виступів
| Сезон             | Команда             | Чемпіонат         | Чемпіонат | Чемпіонат | Національний кубок | Національний кубок | Національний кубок | Континентальні кубки | Континентальні кубки | Континентальні кубки | Інші змагання | Інші змагання | Інші змагання | Усього | Усього | Усього |
| Сезон             | Команда             | Ліга              | Ігор      | Голів     | Ліга               | Ігор               | Голів              | Ліга                 | Ігор                 | Голів                | Ліга          | Ігор          | Голів         | Ігор   | Голів  |        |
| ----------------- | ------------------- | ----------------- | --------- | --------- | ------------------ | ------------------ | ------------------ | -------------------- | -------------------- | -------------------- | ------------- | ------------- | ------------- | ------ | ------ | ------ |
| 2012–13           | «Райо Валлекано Б»  | СДБ               | 10        | 1         |                    | -                  | -                  |                      | -                    | -                    |               | -             | -             | 10     | 1      |        |
| 2013–14           | «Самора»            | СДБ               | 28        | 2         | КІ                 | 0                  | 0                  |                      | -                    | -                    |               | -             | -             | 28     | 2      |        |
| 2014–15           | «Расінг»            | СДБ               | 38        | 8         | КІ                 | 2                  | 2                  |                      | -                    | -                    |               | -             | -             | 40     | 10     |        |
| 2015–16           | «Еспаньйол Б»       | СДБ               | 25        | 12        |                    | -                  | -                  |                      | -                    | -                    |               | -             | -             | 25     | 12     |        |
| 2015–16           | «Нумансія»          | СД                | 9         | 0         | КІ                 | 0                  | 0                  |                      | -                    | -                    |               | -             | -             | 9      | 0      |        |
| 2016–17           | «Мальорка»          | СД                | 7         | 0         | КІ                 | 2                  | 0                  |                      | -                    | -                    |               | -             | -             | 9      | 0      |        |
| 2017–18           | «Вільярреал Б»      | СДБ               | 40        | 11        |                    | -                  | -                  |                      | -                    | -                    |               | -             | -             | 40     | 11     |        |
| 2018–19           | «Гераклес» (Алмело) | ЕД                | 33        | 19        | КН                 | 1                  | 0                  |                      | -                    | -                    |               | -             | -             | 34     | 19     |        |
| Усього за кар'єру | Усього за кар'єру   | Усього за кар'єру | 190       | 53        |                    | 5                  | 2                  |                      | -                    | -                    |               | -             | -             | 195    | 56     |        |